# 石勒苏益格-荷尔斯泰因的克里斯蒂安·維克托王子
石勒苏益格-荷尔斯泰因的克里斯蒂安·維克托王子（英语：Prince Christian Victor of Schleswig-Holstein；1867年4月14日—1900年10月29日），石勒苏益格-荷尔斯泰因王子、英国王室成员。全名克里斯蒂安·维克多·阿尔伯特·路易斯·恩斯特·安东（Christian Victor Albert Louis Ernst Anton）。
海伦娜公主及石勒苏益格-荷尔斯泰因的克里斯蒂安王子长子。在比勒陀利亞时，患上疟疾，病故。克里斯蒂安·维克托王子一生未婚。他是德國皇帝威廉二世和英國國王喬治五世的表弟。

## 死亡
1900年10月，他在比勒陀利亚时患上了疟疾，并于10月29日死于肠热病，享年33岁，当时他在罗伯茨勋爵和特克的弗朗茨王子在场的情况下接受了圣餐。1900年11月1日，他被安葬在比勒陀利亚公墓。他的坟墓上有花岗岩十字架和铸铁栏杆。

## 头衔
因1866年的皇室专利证书，克里斯蒂安·维克托王子获得了（His Highness）的头衔。
- 1867年4月14日—1900年10月29日：石勒苏益格-荷尔斯泰因的克里斯蒂安·維克托王子殿下